# قصعين سهمي
قصعين سهمي (الاسم العلمي:Salvia sagittata) هو نوع من النباتات يتبع جنس القصعين من الفصيلة الشفوية.